# Diego Polo
Diego Polo, dit Diego Polo le Jeune, né vers 1610 à Burgos et mort vers 1655 à Madrid, est un peintre baroque espagnol.

## Biographie
Neveu de Diego Polo le Vieux, Diego Polo est formé dans l'atelier d'Antonio de Lanchares à Madrid. Il est ensuite fortement influencé par l'école vénitienne qu'il étudie dans les collections royales de l'Escurial.

## Œuvre
Actif à Madrid entre 1630 et 1641, Diego Polo a peint de nombreux tableaux pour les églises de Madrid, parmi lesquels un Baptême du Christ pour l'église des Carmélites et une Annonciation pour l'église Santa Maria. Il a aussi réalisé des portraits. Son style s'inspire beaucoup de celui du Titien, au point que la Lapidation de saint Étienne, conservée au Palais des beaux-arts de Lille, lui a longtemps été attribuée.